# Grypokeros
Grypokeros är ett släkte av steklar. Grypokeros ingår i familjen bracksteklar.
Kladogram enligt Catalogue of Life:
| Grypokeros | \| \| Grypokeros curticaudis \| \| \| \| \| \| Grypokeros fuscifemur \| \| \| \| |
|            | \| \| Grypokeros curticaudis \| \| \| \| \| \| Grypokeros fuscifemur \| \| \| \| |
|            | Grypokeros curticaudis                                                           |
|            |                                                                                  |
|            | Grypokeros fuscifemur                                                            |
|            |                                                                                  |